# Somerset
Somerset (IPA /ˈsʌmɚˌsɛt/) – hrabstwo ceremonialne i historyczne w południowo-zachodniej Anglii, nad południowym wybrzeżem Kanału Bristolskiego. Do 31 marca 2023 pełniło funkcję hrabstwa administracyjnego (niemetropolitalnego), ze stolicą w Taunton.
Somerset jest krainą z przewagą krajobrazu wiejskiego. Jego charakter kształtują wzgórza Quantock Hills i Mendip, Park Narodowy Exmoor i równina Somerset Levels. Osadnictwo na tym obszarze datuje się od neolitu. Zasiedlanie obszaru nastąpiło w epoce rzymskiej i saksońskiej. Hrabstwo odegrało znaczącą rolę przy umocnieniu władzy za Alfreda Wielkiego, wojny domowej 1652-1661 oraz rebelii Monmoutha.
Najważniejszą gałęzią gospodarki hrabstwa jest rolnictwo. Przeważa chów owiec i krów, serowarstwo oraz uprawa wierzby dla potrzeb wikliniarstwa. Nieco spadła rola sadownictwa, choć do dzisiaj produkuje się tu znany w Anglii mocny cydr. Inne ważne gałęzie gospodarki to usługi, przemysł spożywczy, drobne rzemiosło oraz turystyka. Bezrobocie jest niższe od średniej krajowej, a przyrost naturalny – wyższy.

## Podział administracyjny

Podział administracyjny hrabstwa od 1 kwietnia 2023

Od 1 kwietnia 2023 Somerset, jako hrabstwo ceremonialne, obejmuje trzy dystrykty typu unitary authority:
1. Somerset, centrum administracyjne – Taunton
2. North Somerset, centrum administracyjne – Weston-super-Mare
3. Bath and North East Somerset, centrum administracyjne – Bath

### Historia podziału administracyjnego
Od 1 kwietnia 1974 do 31 marca 2023 roku Somerset był hrabstwem niemetropolitalnym, dzielącym się na pięć dystryktów (od 2019 – cztery). Jako hrabstwo ceremonialne od 1 kwietnia 1997 roku Somerset obejmował także dwie jednostki typu unitary authority, wcześniej wchodzące w skład zlikwidowanego hrabstwa Avon.

Podział administracyjny hrabstwa od 1 kwietnia 2019 do 31 marca 2023. Dystrykty niemetropolitalne: 1 – South Somerset, 2 – Somerset West and Taunton, 3 – Sedgemoor, 4 – Mendip; jednostki unitary authority: 5 – Bath and North East Somerset, 6 – North Somerset

| 1 kwietnia 1974 – 31 czerwca 1996 | 1 lipca 1997 – 31 marca 2019                     | 1 kwietnia 2019 – 31 marca 2023    | 1 kwietnia 2023                    |
| --------------------------------- | ------------------------------------------------ | ---------------------------------- | ---------------------------------- |
| South Somerset                    | South Somerset                                   | South Somerset                     | Somerset (unitary authority)       |
| Taunton Deane                     | Taunton Deane                                    | Somerset West and Taunton          | Somerset (unitary authority)       |
| West Somerset                     |                                                  | Somerset West and Taunton          | Somerset (unitary authority)       |
| Sedgemoor                         |                                                  |                                    | Somerset (unitary authority)       |
| Mendip                            |                                                  |                                    | Somerset (unitary authority)       |
| część hrabstwa Avon               | North Somerset (unitary authority)               | North Somerset (unitary authority) | North Somerset (unitary authority) |
| część hrabstwa Avon               | Bath and North East Somerset (unitary authority) |                                    |                                    |

## Nazewnictwo

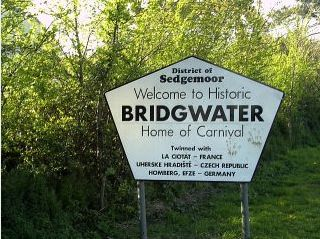
Na terenie hrabstwa przeważa nazewnictwo anglosaskie

Nazwa hrabstwa pochodzi od staroangielskiego Sumorsǣte, krótkiej formy słowa Sumortūnsǣte oznaczającego „ludzi mieszkających w albo zależnych od Sumortūna. Pierwsze udokumentowane użycie nazwy Somersæte pochodzi z roku 845 po przejściu regionu pod panowanie saksońskie. Sumortūn odpowiada współczesnej nazwie Somerton, co oznacza „letnią osadę”, farmę zamieszkiwaną latem, ale opuszczaną na zimę. Jednak Somerton nie leży na równinie, a w zagłębieniu, gdzie było możliwe tylko życie latem z powodu możliwości powodzi, ale na wzgórzu, gdzie możliwa była również praca zimą. Istnieje alternatywna sugestia, że nazwa pochodzi od zwrotu Seo-mere-saetan oznaczającego „osadników nad jeziorem przy morzu”. Mieszkańcy Somersetu są wymienieni po raz pierwszy w kronice anglosaskiej przy wpisie z roku 845 w postaci formy Sumursætum, ale hrabstwo wymienione jest po raz pierwszy dopiero w roku 1015 – pod tą samą nazwą. Stara nazwa hrabstwa Somersetshire pada we wpisie z roku 878. Chociaż Somersetshire było obiegową i równoważną nazwą hrabstwa, wyszło z użycia dopiero w XIX wieku i już się go nie używa. Nastąpiło to prawdopodobnie z powodu przystosowania nazwy Somerset do oficjalnego użycia przez radę hrabstwa w roku 1889. Sufiks -shire, niezbędny w przypadku innych hrabstw, tu nie miała zastosowania, jako że nie zachodziła potrzeba odróżnienia nazwy hrabstwa od nazwy miasta.
Nazwa staroangielska dalej jest używana w dewizie hrabstwa Sumorsaete ealle – „Wszyscy ludzie Somersetu”. Przyjęta jako motto w roku 1911, fraza została zaczerpnięta z Kroniki anglosaskiej. Somerset był częścią anglosaskiego królestwa Wessex, a zdanie odnosi się do poparcia udzielonego Alfredowi Wielkiemu podczas walk z najazdem wikingów.
W języku walijskim nazwa hrabstwa brzmi Gwlad yr Haf , w kornijskim – Gwlas an Hav , a w bretońskim – Bro an Hañv. Wszystkie trzy nazwy znaczą „Kraj lata”.
Nazewnictwo Somersetu jest w przeważającej części pochodzenia anglosaskiego, kilka nazw jednak zawiera elementy celtyckie. Na przykład dokument z roku 682 dotyczący wzgórza Creechborough, definiuje je jako „wzgórze, które Brytowie nazywają Cructan, a my – Crychbeorh (my – czyli Anglosasi). Niektóre nazwy są pochodzenia bretońskiego, jak np. Tarnock, lub też mają elementy zarówno bretońskie jak i anglosaskie, tak jak Pen Hill.

## Historia

### Starożytność i średniowiecze

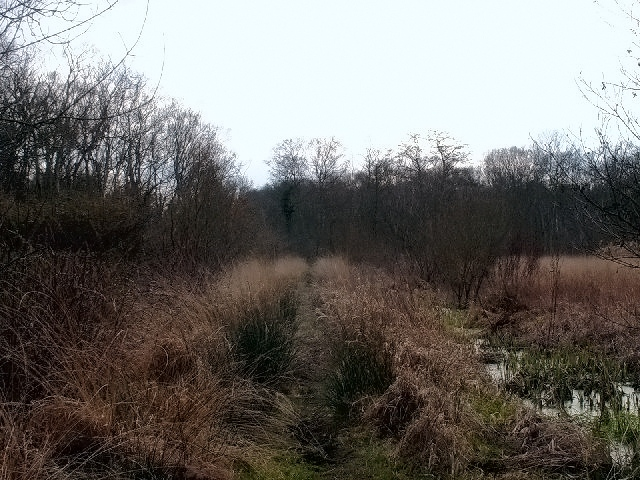
Sweet Track – Najstarsza świadoma konstrukcja drogowa w Europie

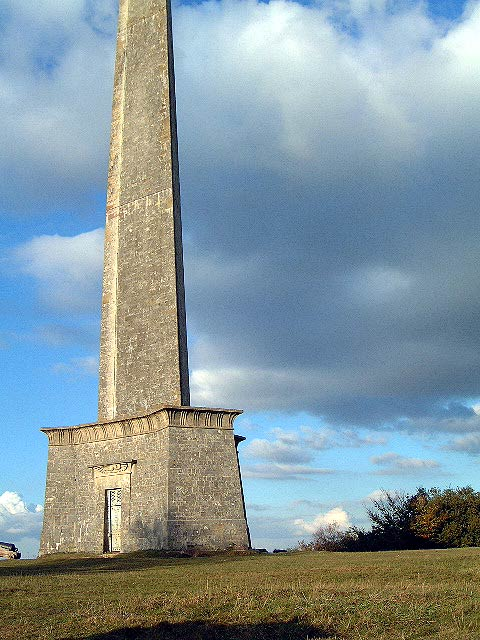
Obelisk Wellingtona

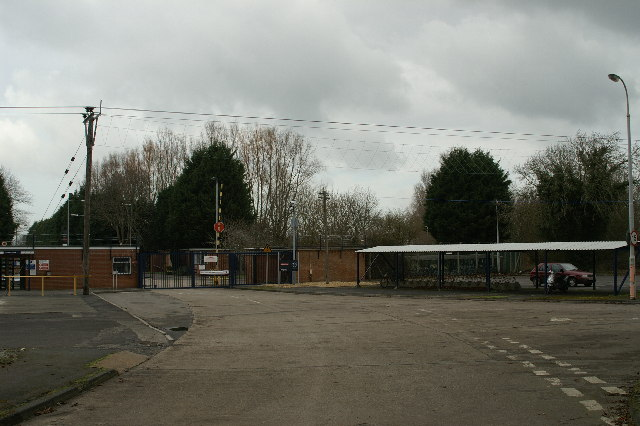
Fabryka Royal Ordnance Factory w Bridgwater produkowała amunicję podczas II wojny światowej

Osadnictwo w jaskiniach na wzgórzach Mendip i inne utwory, takie jak wąwóz w Cheddar sięga epoki paleolitu. Szkielet z Jaskini Gough pochodzi z roku 12 000 p.n.e., podczas gdy kompletny szkielet, znany jako człowiek z Cheddar, datowany jest na rok 7150 p.n.e. W jaskiniach znajdują się malowidła naskalne. Zamieszkiwanie niektórych jaskiń, takich jak Wookey Hole mogło odbywać się do czasów historycznych.
Równiny Somerset Levels, zwłaszcza ich suche miejsca Glastonbury i Brent Knoll, również mają długą historię osadnictwa – wiadomo, że były zamieszkiwane przez myśliwych epoki mezolitu. Przemieszczanie się w regionie ułatwiała konstrukcja drogi przeprawowej przez bagna, najstarszej w Europie drogi zdradzającej prace inżynierskie Sweet Track, która pochodzi z lat 3807–3806 p.n.e.
Na terenie hrabstwa znajdują się liczne grodziska epoki żelaza, które, tak jak np. Cadbury Castle czy Ham Hill, były zamieszkiwane później, w początkach średniowiecza. Wiek innych obiektów, jak np. kamiennych kręgów w Stanton Drew, nie jest ustalony, ale przyjmuje się, że pochodzą z neolitu.
W roku 47 n.e., za czasów cesarza Wespazjana, Somerset podbił II Legion Augusta w ramach opanowywania Wyspy. Teren hrabstwa był pod panowaniem Cesarstwa rzymskiego do roku 409. Z tamtego okresu pochodzi wiele obiektów, w tym najbardziej znany – łaźnie rzymskie, od których nazwano miasto Bath.
Po opuszczeniu Wyspy przez Rzymian nastąpił okres inwazji anglosaskiej. Anglosasi sprawowali kontrolę nad obszarem obecnej Anglii do roku 600 n.e., choć Somerset był wciąż brytyjski. Brytom udało się powstrzymać na jakiś czas ekspansję anglosaską na południowy zachód. Dopiero król Wessexu Ine przesunął granicę królestwa wschodniosaksońskiego na zachód, obejmując i Somerset. Pałac królewski w Cheddar był używany kilkakrotnie dla potrzeb Witenagemotu. Po inwazji Normanów na Anglię w 1066 obszar hrabstwa podzielono na 700 lenn, jednak duża część terytorium hrabstwa była własnością Korony, łącznie z fortyfikacjami Dunster.
Przez następne wieki hrabstwo było regionem typowo rolniczym i dobrze prosperowało. Rozwinął się tu również przemysł, zwłaszcza wełniany i był największy w Anglii tamtego okresu. Kwitło również prymitywne górnictwo węglowe. Jednak, podobnie jak pozostałe części Wyspy, zostało silnie dotknięte przez czarną śmierć w r. 1348, która w tym regionie spowodowała blisko 50-procentową śmiertelność. W tym okresie w hrabstwie powstało kilka miast; bardzo silne były również wpływy kościoła, który na terenie hrabstwa posiadał ponad 20 opactw.

### Czasy nowożytne
W roku 1610 wybudowano więzienie w Shepton Mallet, najstarsze w Anglii będące do tej pory w użyciu. W czasach angielskiej wojny domowej Somerset był w przeważającej części po stronie Parlamentu. W roku 1685 wybuchła rebelia Monmoutha. Rebelianci wylądowali w Lyme Regis i posuwali się na północ, mając nadzieję na zajęcie Bristolu i Bath, ale zostali pokonani w bitwie o Sedgemoor pod Westonzoyland, ostatniej bitwie w Anglii, stoczonej w uzgodnionym przez strony miejscu i czasie. Od miasta Wellington wziął swój tytuł Arthur Wellesley, 1. książę Wellington. Jego postać upamiętnia okazały obelisk. Wojna domowa w Anglii toczyła się również na terenie hrabstwa; najważniejszym jej epizodem było oblężenie Taunton.
Wiek XVIII to w hrabstwie okres spokoju, ale rewolucja przemysłowa zlikwidowała w znacznej mierze chałupnictwo. Dalej rozwijało się rolnictwo, w Bath powstało w roku 1777 Stowarzyszenie Wspierania Rolnictwa, Sztuki, Rzemiosła i Handlu w Bath i Zachodniej Anglii, które dbało o postęp w technologii rolniczej. Ważną dziedziną gospodarki było podówczas górnictwo węgla kamiennego, głównie w okolicach Radstock. Szczyt produkcji przypada na rok 1920, choć obecnie wszystkie kopalnie są już nieczynne; ostatnią zamknięto w roku 1973. Usunięto również większość zabudowy przemysłowej i kopalnianej, oprócz koła napędowego koło muzeum w Radstock, nie ma bezpośrednich zabytków materialnych związanych z tą gałęzią życia ekonomicznego hrabstwa. Na zachodzie Somersetu pod koniec XIX wieku wydobywano również rudę żelaza, wysyłaną następnie z portu Watchet.
W okresie I wojny światowej Somerset wystawił pułk piechoty, którego 5 000 żołnierzy poległo. W większości miast postawiono pomniki upamiętniające wydarzenia wojny; w wyniku działań wojennych tylko z siedmiu miejscowości nikt nie został zabity – miejscowości te nazywa się często Thankful villages. Podczas II wojny światowej Somerset był bazą przygotowawczą do D-Day. Do dziś w użyciu są szpitale, które zbudowano dla rannych w operacji. W Taunton zbudowano linię fortyfikacyjną mającą zapobiec inwazji niemieckiej. Do dziś pozostały bunkry na wybrzeżu i na południu hrabstwa, w pobliżu Ilminster i Chard.
W Somersecie zbudowano szereg miast-atrap, aby chronić Bristol i inne ośrodki miejskie – miały udawać „zaciemnione” ulice, linie kolejowe i dworzec kolejowy Bristol Temple Meads, aby ochronić te obiekty przed nalotami bombowymi. Jedna z nich znajdowała się na szlaku Knickebein w obniżeniu Black Down, a wyprodukowało ją Studio Filmowe Shepperton w oparciu o zdjęcia lotnicze terenów kolejowych. Atrapy były oświetlone czerwonym, przymglonym światłem, udając np. pracę lokomotyw, Palono olej opałowy, aby symulować efekt płonącego miasta, co miało spowodować atak bombowy w niewłaściwym miejscu. Na miasto-atrapę Chew Magna zrzucono 3 stycznia 1941 sześć bomb, następnego dnia zbombardowano miasto – atrapę Uphill, zabezpieczające lotnisko w Weston-super-Mare. W wyniku nalotu zabito tylko stado krów.
Po II wojnie światowej Somerset nie przeszedł większych przeobrażeń. Na fali ogólnego zainteresowania ochroną przyrody w roku 1954 na granicy hrabstwa stworzono Park Narodowy Exmoor, a dwa obszary objęto ochroną krajobrazu – Mendip (1972) i Quantock Hills (1956). Mimo zmierzchu kolei, region nabrał znaczenia gospodarczego dzięki budowie autostrady M5, która przecina cały Somerset. W 1974 roku przeprowadzono reformą administracyjną, która zmieniła status północy regionu, wprowadzając dwa unitary authority.

## Warunki naturalne

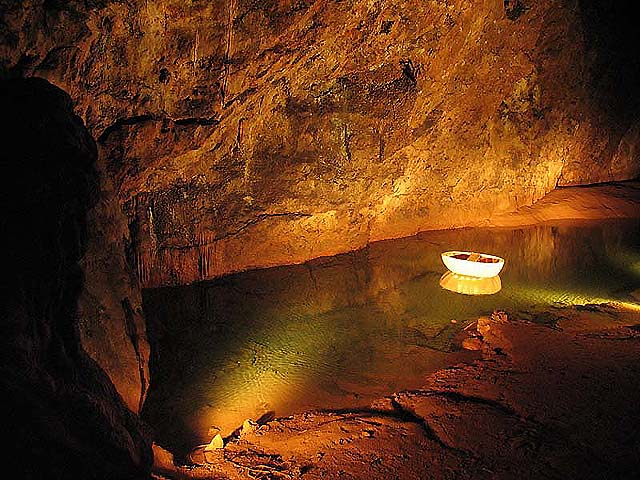
Jezioro w jaskini w Wookey Hole

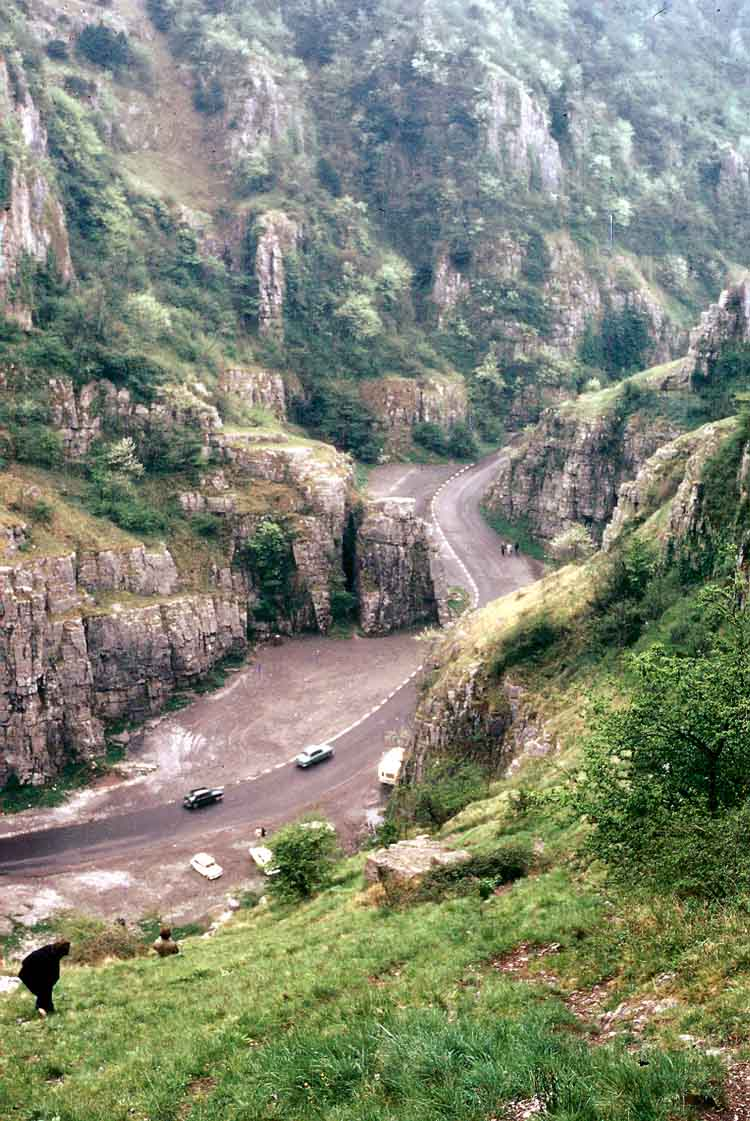
Wąwóz w Cheddar – największy wąwóz w Anglii

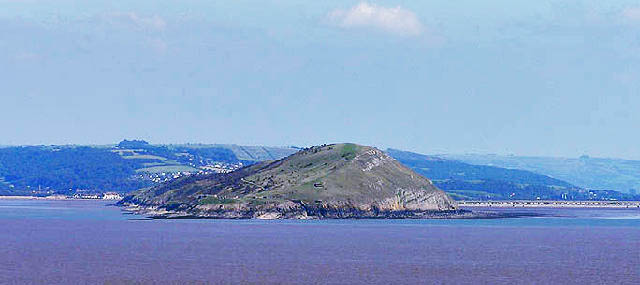
Brean Down nad Kanałem Bristolskim

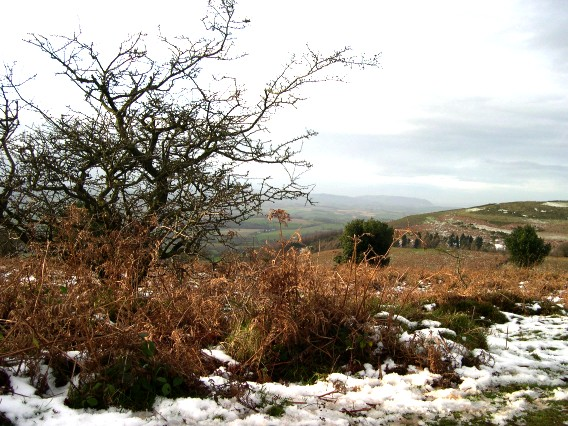
Śnieg na Wzgórzach Quantock

### Położenie geograficzne
Hrabstwo położone jest w południowo-zachodniej Anglii w regionie South West England u nasady Półwyspu Kornwalijskiego. Graniczy od północy z Bristolem i Gloucestershire, na wschodzie z Wiltshire, na południowym wschodzie z hrabstwem Dorset a na południu i zachodzie z Devonem. Północno-zachodnią granicę wyznacza linia brzegowa Kanału Bristolskiego. Tradycyjną granicą geograficzną hrabstwa jest rzeka Avon, ale granice administracyjne przesunęły się na południe, wraz z rozwojem Bristolu.

### Geologia
Większość krajobrazu hrabstwa jest silnie związana z warunkami geologicznymi. Na północy przeważają utwory wapienne co wiąże się z powstawaniem jaskiń i zjawiskiem krasowym. W środkowej części dominują utwory gliniaste i mokradła, na południu i wschodzie oolity, wreszcie na zachodzie utwory z piaskowca. Północna część hrabstwa to wzgórza Mendip, wysokie wzgórza wapienne. W centrum wzgórz w roku 1972 stworzono obszar krajobrazu chronionego o powierzchni 192 km². Część hrabstwa, głównie między Bristolem a Nailsea jest położona na złożach węgla kamiennego, obecnie nie eksploatowanych.

### Rzeźba terenu
Równina Somersetu położona w centralnej części hrabstwa jest obszarem o charakterze bagiennym, pomiędzy wzgórzami Quantock Hills a Mendip. Zasadniczo składają się z gliny w pasie wybrzeża i mokradeł w centrum, zwykle na podłożu torfowym. Równiny dzielą na pół wzgórza Polden Hills, na południe od nich teren jest osuszany przez rzekę Parrett, na północ zaś – rzeki Axe i Brue. Obszar równinny zajmuje powierzchnię 64 750 ha i w zasadzie odpowiada dystryktowi Sedgemoor z niewielkim poszerzeniem go o północny zachód dystryktu Mendip.
70% ziemi wykorzystywanej rolniczo hrabstwa to łąki, a nieco poniżej 30% – grunty orne. Patrząc ze strony linii brzegowej, przewyższenie terenu nie odbiega znacząco od poziomu morza. Przed melioracją terenu, duża część ziemi była w zimie przykryta wodą brachiczną, a latem zamieniała się w mokradło. Osuszanie terenu rozpoczęli już Rzymianie, robiono to ponownie w różnych epokach historycznych – w średniowieczu zajmowało się tym opactwo Glastonbury (w latach 1400–1770) oraz podczas II wojny światowej wraz z budową sztucznej rzeki Huntspill. Prace melioracyjne trwają do dziś.
Równina północnego Somersetu, znajdująca się na północy od wzgórz Mendip, jest mniejsza niż jej odpowiedniczka na południu i tworzy obszar wokół Avonmouth.
Na zachodzie hrabstwa część terenów znalazła się w granicach parku narodowego Exmoor, stworzonego w roku 1954 na mocy ustawy z roku 1949. Najwyżej położonym punktem hrabstwa jest Dunkery Beacon w Exmoor – 519 m n.p.m.

### Warunki hydrologiczne
Bogactwo form krasowych obejmuje jaskinie, np. Wookey Hole, rzeki podziemne, wąwóz w Cheddar i Ebbor. Obszar hrabstwa jest bogaty w rzeki: Axe, Parrett, Cary, Tone i Yeo. Użyźniają one i nawadniają równiny i mokradła środkowego i zachodniego Somersetu. Rzeka Parrett ulega pływom, aż do Langport, a różnica poziomów wynosi nawet 3 metry w ciągu doby. Za czasów Karola Stuarta za korzystanie z mostów i używanie rzek w celach żeglugi pobierano myto, z którego utrzymywano mosty w odpowiednim stanie technicznym.

### Linia brzegowa
Linia brzegowa hrabstwa rozciąga się na jego północnym skraju, składa się z pobrzeża ujścia rzeki Severn i Kanału Bristolskiego. Liczy 64 kilometry. Kanał Bristolski ma drugą w świecie pozycję pod względem wielkości przypływów, co w Burnham-on-Sea daje różnicę w poziomie morza do 12 metrów w ciągu doby. Rozważa się propozycję budowy tamy na kanale, pozwalającej ujarzmić tę energię. Największymi miastami wybrzeża są Minehead, Watchet, Burnham-on-Sea, Weston-super-Mare, Clevedon oraz Portishead. Obszar między Minehead i najbardziej na wschód wysuniętym punktem wybrzeża przy Brean Down znany jest jako Zatoka Bridgwater, rezerwat dzikiego ptactwa. Na jego północy wybrzeże zawiera dwie zatoki: Weston Bay i Sand Bay, które określają południową granicę ujścia rzeki Severn. W środkowej i południowej części wybrzeża brak wypiętrzeń linii brzegowej i równina bezpośrednio styka się z morzem. Na zachodzie linia brzegowa podnosi się wyraźnie, a na terenie Exmoor występują klify i wodospady.

### Klimat
Podobnie jak cała południowo-zachodnia Anglia, Somerset odznacza się łagodnym klimatem morskim, który jest bardziej wilgotny i łagodniejszy niż w pozostałych częściach kraju. Temperatura roczna wynosi ok. 10 °C i wykazuje wahania zarówno dobowe jak i zależne od pory roku. Jednak dzięki stabilizującym działaniom morza nie są to tak silne odchylenia jak w pozostałych częściach wyspy. Najzimniejszym miesiącem jest styczeń – temperatura minimalna wynosi wtedy między 1 a 2 °C. Najcieplejszymi miesiącami są lipiec i sierpień, z dziennymi temperaturami maksymalnymi ok. 21 °C.
Południowo-zachodnia część Anglii ulega działaniom Wyżu Azorskiego, który zwłaszcza latem rozszerza stąd swe działanie na obszary znajdujące się na północ hrabstwa. Wskutek konwekcyjnego ruchu powietrza tworzą się chmury, redukując nasłonecznienie, zwłaszcza na obszarze przyległym do wzgórz. Roczna liczba godzin słonecznych wynosi 1600.
Opady występują w relacji z niżami i konwekcją. Niże atlantyckie nasilają się jesienią i zimą i większość opadów jest właśnie tego pochodzenia. Średni opad roczny wynosi 787 milimetrów, średnia liczba dni z pokrywą śniegową – od 8 do 15, przy czym bywają zimy całkowicie bezśnieżne. Największą prędkość wiatru notuje się od listopada do marca. Przeważają wiatry z południowego zachodu.
|              | I     | II   | III  | IV   | V    | VI   | VII  | VIII | IX   | X     | XI    | XII   | rok    |
| ------------ | ----- | ---- | ---- | ---- | ---- | ---- | ---- | ---- | ---- | ----- | ----- | ----- | ------ |
| temp max. °C | 7,9   | 8,0  | 10,2 | 12,2 | 15,6 | 18,3 | 20,7 | 20,5 | 17,8 | 14,2  | 10,8  | 8,8   | 13,8   |
| temp min. °C | 1,9   | 1,8  | 3,0  | 3,6  | 6,2  | 8,8  | 10,9 | 10,8 | 9,0  | 6,7   | 4,1   | 2,9   | 5,8    |
| opad mm      | 123,6 | 87,6 | 80,6 | 66,3 | 62,6 | 58,7 | 43,4 | 66,5 | 85,4 | 108,6 | 106,6 | 128,7 | 1018,6 |

Średnie temperatury stycznia, lipca oraz opady miesięczne dla miejscowości Nettlecombe w strefie klimatu oceanicznego, stan z lat 1971-2000 według MetOffice

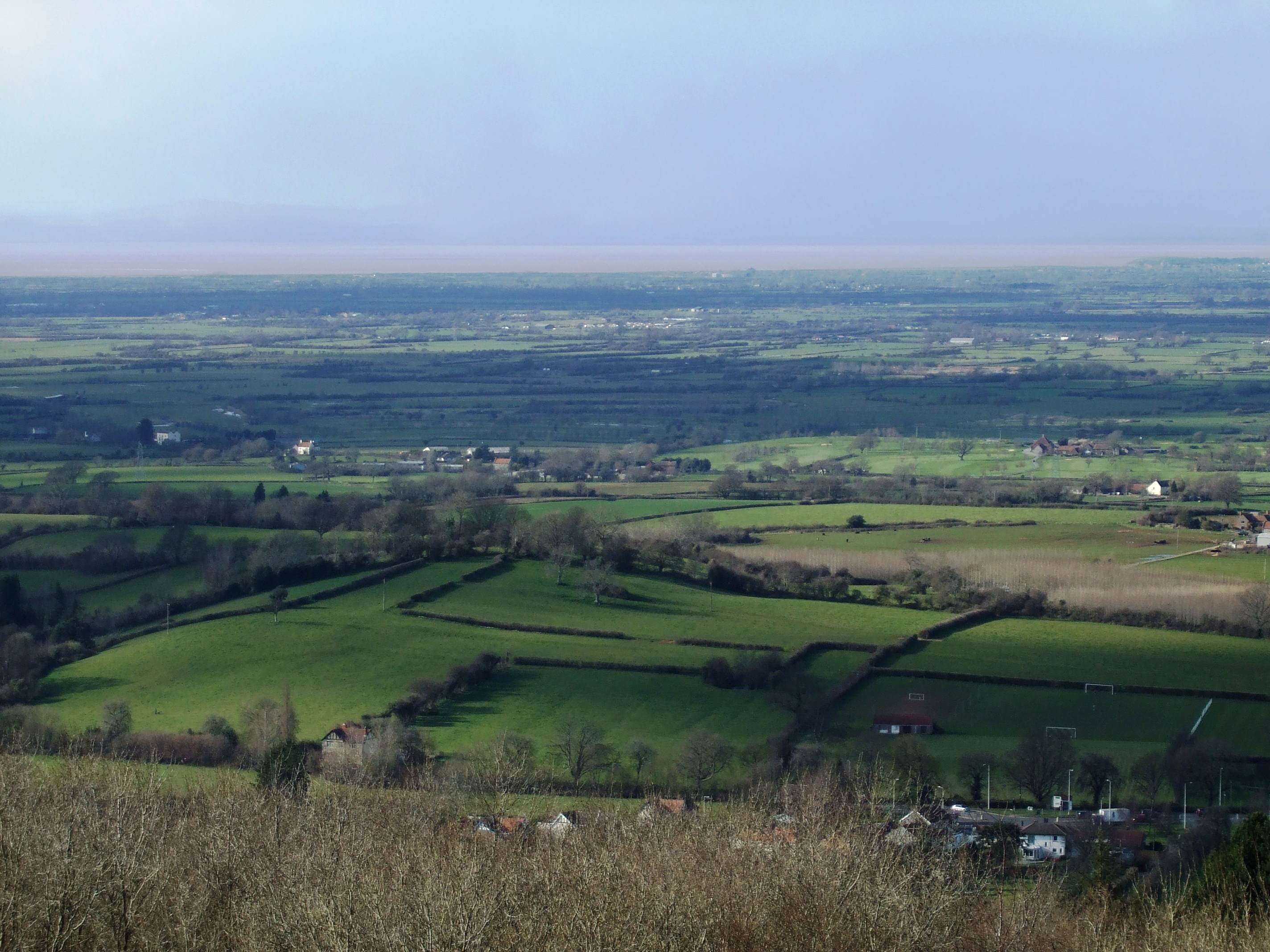
Równina Somerset Levels jest objęta kompleksowym programem osuszania

## Środowisko i ekologia
Somerset jest krainą pozbawioną lasów, porośniętą głównie przez łąki i wrzosowiska, obszarem o silnie rozwiniętym rolnictwie. Brak przemysłu ciężkiego powoduje, że powietrze nie jest zanieczyszczone, a wskaźniki dla ośrodków monitoringu w hrabstwie są niższe od średniej krajowej, a najbardziej szkodliwą pod tym względem dziedziną gospodarki w hrabstwie jest transport, godzi się przy tym pamiętać, że liczba przedwczesnych śmierci z powodu zanieczyszczenia powietrza wynosi w Wielkiej Brytanii 32 652 i jest czwarta w Europie. Zanieczyszczenie wody utrzymuje się w normie i jest niższe niż średnia krajowa poza pojedynczymi wypadkami. Również poza nielicznymi przypadkami rzeki hrabstwa są czyste, jak również Kanał Bristolski, zagrożony najbardziej niepożądanymi kulturami bakteryjnymi. Znaczne zagrożenie dla przyrody hrabstwa stanowią zmiany klimatyczne – wcześniejsze wiosny, bardziej słoneczne lata i łagodniejsze zimy. Coraz większe obawy wzbudza rozbudowa elektrowni atomowych – dwie, Hinkley Point A i B, znajdują się na obszarze hrabstwa.
Z działań ekologicznych podejmowanych w hrabstwie wymienić należy przede wszystkim osuszanie równiny Somerset Levels, objęte od 1962 r. kompleksowym programem. Innym, równie ważnym, jest ochrona ptaków, przede wszystkim na obszarach Exmoor i Bridgwater Bay. Na wrzosowiskach spotyka się rzadkie gatunki, jak sokół drzemlik (Falco columbarius L.), sokół wędrowny, kulik wielki, zatoka Bridgwater jest ostoją siewkowców, objętą rezerwatem. Somerset wreszcie jest ostoją borsuka; choć jego populacja zmniejszyła się o 70 procent, dalej znajduje wrogów, zwłaszcza wśród rolników, obawiających się zagrożenia Mycobacterium bovis. Jednak na terenie hrabstwa działają silne grupy poparcia dla utrzymania obecnej populacji borsuka.

## Demografia
W 2011 roku liczba mieszkańców hrabstwa administracyjnego wynosiła 530 000, w jednostce unitary authority North Somerset – 202 600, a w Bath and North East Somerset 176 000. Łącznie hrabstwo ceremonialne liczyło 908 600. W roku 2001 liczby te wyniosły odpowiednio 498 093, 188 564 oraz 169 040 (łącznie 855 697). Przyrost naturalny jest wyższy niż średnia krajowa, ze wzrostem w wysokości 6,4% od roku 1991 i 17% od roku 1981. Gęstość zaludnienia wynosi 1,4 osoby na hektar – w porównaniu ze wskaźnikiem 2,2 osoby dla całego regionu południowo-zachodniego. W obrębie hrabstwa zaludnienie waha się od 0,5 osoby w North Somerset do 2,2 osoby na hektar w dystrykcie Taunton Deane. Procent mniejszości seksualnych ocenia się na 7-10%. Przyjmuje się, że tylko w wymiarze sprawiedliwości na terenie hrabstwa pracuje 700-1000 gejów, lesbijek i osób transseksualnych.
Wykres przedstawia piramidę wiekową dla hrabstwa Somerset (dane na rok 2001)
| Populacja od roku 1801              |         |         |         |         |         |         |         |         |         |         |         |         |         |         |
| Rok                                 | 1801    | 1851    | 1901    | 1911    | 1921    | 1931    | 1941    | 1951    | 1961    | 1971    | 1981    | 1991    | 2001    | 2011    |
| Somerset – hrabstwo administracyjne | 187 266 | 276 684 | 277 563 | 280 215 | 282 411 | 284 740 | 305 244 | 327 505 | 355 292 | 385 698 | 417 450 | 468 395 | 498 093 | 530 000 |
| Bath and North East Somerset        | 57 188  | 96 992  | 107 637 | 113 732 | 113 351 | 112 972 | 123 185 | 134 346 | 144 950 | 156 421 | 154 083 | 164 737 | 169 045 | 176 000 |
| North Somerset                      | 16 670  | 33 774  | 60 066  | 68 410  | 75 276  | 82 833  | 91 967  | 102 119 | 119 509 | 139 924 | 160 353 | 179 865 | 188 564 | 202 600 |
| Łącznie – hrabstwo ceremonialne     | 261 124 | 407 450 | 445 266 | 462 357 | 471 038 | 479 758 | 520 396 | 563 970 | 619 751 | 682 043 | 731 886 | 812 997 | 855 694 | 908 600 |

Czarnoskóra mniejszość wynosi 2,9% populacji Somersetu. Najliczniejszą grupą etniczną są Chińczycy, jednak nie ma bezpośrednich danych. Znaczącą mniejszością są Romowie. Ponad 25% populacji skupionej jest w Taunton, Bridgwater i Yeovil. Reszta hrabstwa ma charakter wiejski, a ludność jest rozproszona. Rocznie Somerset odwiedza 9 milionów turystów co znacznie zwiększa zaludnienie w okresach szczytu turystycznego.

### Zatrudnienie
Procent populacji aktywnej ekonomicznie jest wyższy niż średnia regionalna i krajowa a stopień bezrobocia poniżej średniej w regionie i krajowej. Zatrudnienie stałe w hrabstwie Somerset (bez unitary authorities) ma 38,5% ludności między 14 a 74 rokiem życia. W niepełnym wymiarze godzin pracuje 13,8% mieszkańców hrabstwa a 5% to studenci dzienni. Najwięcej mieszkańców znajduje zatrudnienie w handlu i usługach – 18,5%, przemyśle – 16,6% i w służbie zdrowia – 11,2%.
Od 2004 roku w związku z wstąpieniem nowych państw do Unii Europejskiej i otwarciem brytyjskiego rynku pracy daje się zauważyć znaczny wzrost cudzoziemców pracujących w hrabstwie. W ciągu okresu od kwietnia 2004 do marca 2005 liczba cudzoziemskich pracowników zarejestrowanych w ministerstwie spraw wewnętrznych (Home Office) wzrosła o 50%, w unitary authority North Somerset – o 98%. W skali całego regionu South West England są to wartości przeciętne; w Kornwalii zanotowano wzrost ponad trzykrotny a w dystrykcie Kerrier aż sześciokrotny (dla porównania dystrykt Mendip, największy w hrabstwie beneficjent emigracji, zanotował wzrost ponad dwukrotny). Największy spadek odnotowano w Bath and North East Somerset – liczba imigrantów zmalała o ponad połowę (51,3%) i jest to najniższy wynik w całym regionie.

### Religia
Dominującym wyznaniem w hrabstwie jest anglikanizm; Somerset znajduje się w całości na terenie diecezji Bath and Wells i podzielony jest na 40 parafii. Drugim co do liczebności wiernych obrządkiem jest rzymski katolicyzm. Pod względem organizacyjnym Kościół katolicki w hrabstwie należy do prowincji Birmingham, diecezji Clifton. Kościołem diecezjalnym jest katedra Clifton. Z innych obrządków chrześcijańskich spotykani są baptyści, adwentyści dnia siódmego, metodyści, luteranie, kościół prawosławny, kościół ewangelicko-reformowany, Armia Zbawienia.
Z innych religii – buddyści stanowią 0,2%, muzułmanie – 0,2%, żydzi – 0,1%. Wskaźniki te są w przypadku każdej mniejszości niższe niż w Anglii.
| Somerset na tle innych | Somerset na tle innych   | Somerset na tle innych | Somerset na tle innych       | Somerset na tle innych | Somerset na tle innych |
| Stan na 2001           | Somerset (hrabstwo adm.) | North Somerset         | Bath and North East Somerset | South West England     | Anglia                 |
| ---------------------- | ------------------------ | ---------------------- | ---------------------------- | ---------------------- | ---------------------- |
| Populacja              | 498 093                  | 188 564                | 169 040                      | 4 928 434              | 49 138 831             |
| Urodzeni za granicą    | 7,6%                     | 9,5%                   | 11,2%                        | 9,4%                   | 9,2%                   |
| Biali                  | 98,8%                    | 97,1%                  | 97,3%                        | 97,7%                  | 91%                    |
| Azjaci                 | 0,3%                     | 1,7%                   | 0,5%                         | 0,7%                   | 4,6%                   |
| Czarnoskórzy           | 0,2%                     | 0,9%                   | 0,5%                         | 0,4%                   | 2,3%                   |
| Chrześcijanie          | 76,7%                    | 75,0%                  | 71,0%                        | 74,0%                  | 72%                    |
| Muzułmanie             | 0,2%                     | 0,2%                   | 0,4%                         | 0,5%                   | 3,1%                   |
| Hinduiści              | 0,1%                     | 0,1%                   | 0,2%                         | 0,2%                   | 1,1%                   |
| Niereligijni           | 14,9%                    | 16,6%                  | 19,5%                        | 16,8%                  | 15%                    |
| Powyżej 75 r. ż.       | 9,6%                     | 9,9%                   | 8,9%                         | 9,3%                   | 7,5%                   |
| Bezrobotni             | 2,5%                     | 2,1%                   | 2,0%                         | 2,6%                   | 3,3%                   |

## Miasta

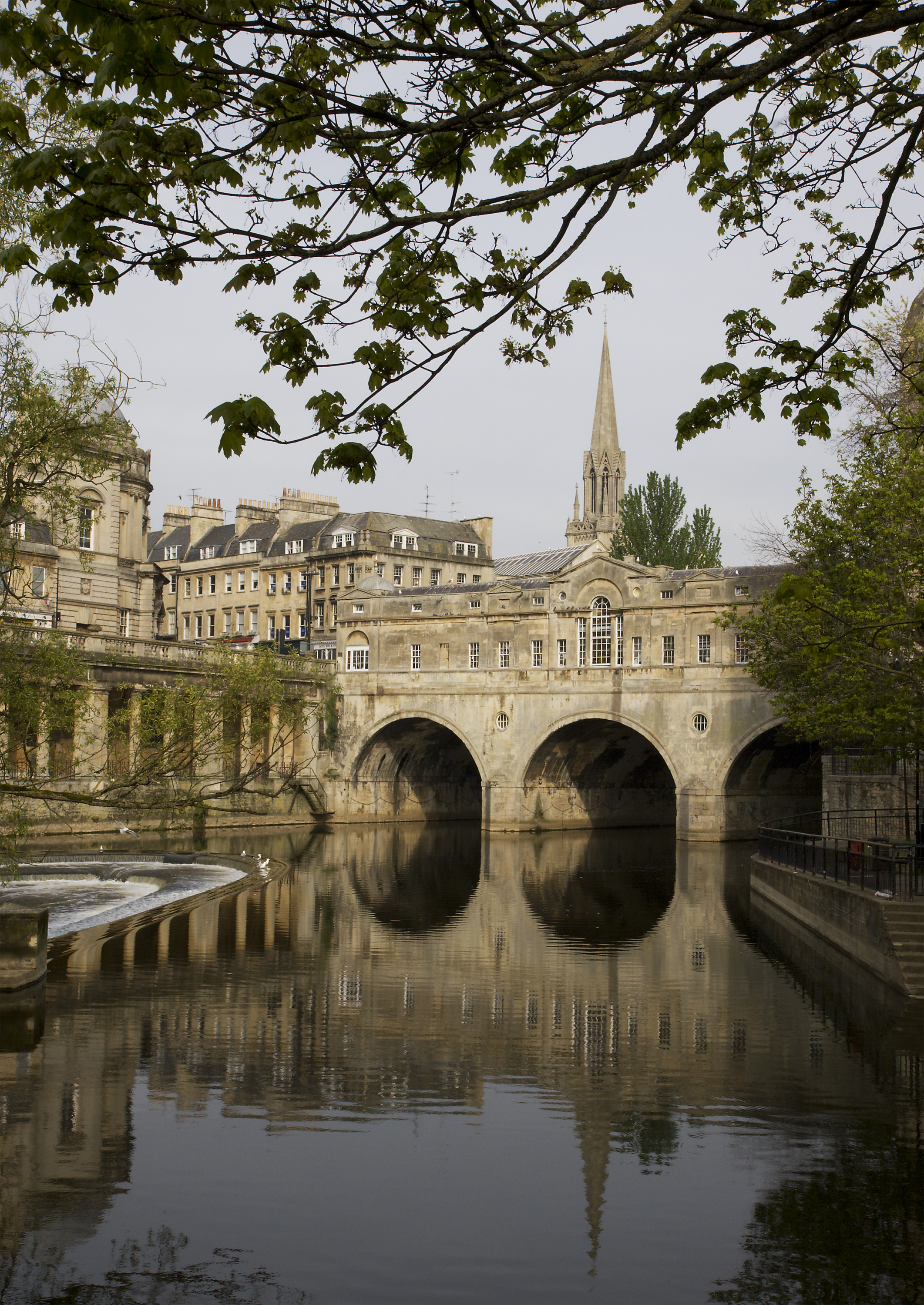
Most Pulteney w Bath

Pierwszą stolicą hrabstwa był Ilchester, w roku 1278 stolicę przeniesiono do Somerton. W XIV wieku miasto straciło na znaczeniu, stolicę zatem przeniesiono do Taunton ok. roku 1366. W hrabstwie znajdują się dwa miasta katedralne (o statucie city): Bath i Wells oraz blisko trzydzieści mniejszych ośrodków miejskich. W niektórych przypadkach wsie są większe i ważniejsze niż przyległe do nich miasta, np. wieś Cheddar jest trzykrotnie większa od pobliskiego Axbridge. Wiele centrów osadniczych rozwinęło się ze względu na dogodne warunki geograficzne, które nadały miejscu znaczenie strategiczne – doliny między wzgórzami, możliwość przeprawy przez rzekę, np. North Petherton. Najwyżej położonym miastem hrabstwa jest Chard, na wysokości 127 m n.p.m..
| Lp. | Miasto            | Liczba mieszkańców |
| --- | ----------------- | ------------------ |
| 1   | Bath              | 94 782             |
| 2   | Weston-super-Mare | 83 641             |
| 3   | Taunton           | 60 479             |
| 4   | Yeovil            | 45 748             |
| 5   | Bridgwater        | 41 276             |
| 6   | Frome             | 26 203             |
| 7   | Portishead        | 23 699             |
| 8   | Burnham-on-Sea    | 23 325             |
| 9   | Clevedon          | 21 002             |
| 10  | Nailsea           | 16 060             |
| 11  | Keynsham          | 15 641             |
| 12  | Chard             | 13 074             |
| 13  | Street            | 12 911             |
| 14  | Midsomer Norton   | 12 415             |
| 15  | Minehead          | 11 981             |
| 16  | Wellington        | 11 213             |
| 17  | Wells             | 10 536             |
| 18  | Shepton Mallet    | 10 369             |

## Transport

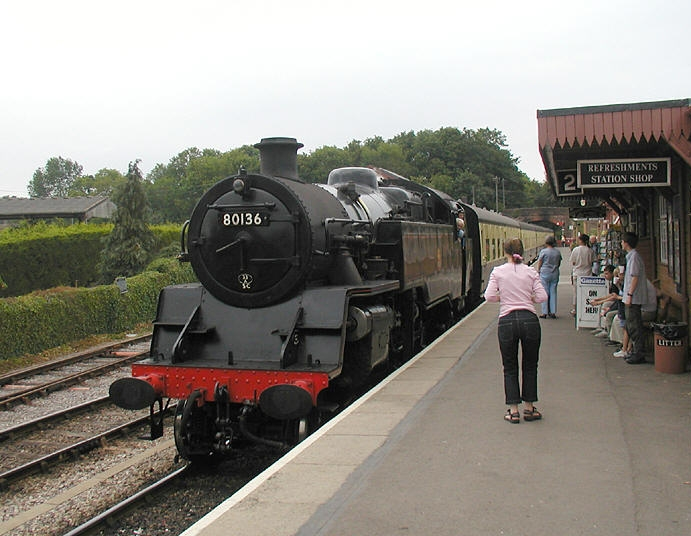
Kolej parowa Taunton – Minehead

Hrabstwo Somerset ma 4 058 kilometrów dróg. Największe arterie to autostrada M5, drogi krajowe A303 Taunton – Londyn, A37 i A38 łączące centrum kraju z Kornwalią oraz biegnąca wzdłuż wybrzeża A39, dające dobrą komunikację większości terytorium hrabstwa, choć liczne mniejsze ośrodki, zwłaszcza wsie, mają wąskie drogi dojazdowe. Stosunkowo gęsta jest sieć kolejowa – główne linie przebiegające przez region to Bristol – Penzance, Londyn – Exeter i Heart of Wessex – z Bristolu do Weymouth. Na terenie hrabstwa znajduje się lotnisko międzynarodowe w Bristolu.
W XIX wieku wybudowano kanał węglowy aby ograniczyć koszt transportu węgla i produktów rolnych. Pierwsze 10 kilometrów między Paulton i doliną Calm były w użyciu od roku 1805, dodatkowo wzdłuż kanału przebiegała linia tramwajowa. Dalszego odcinka nie wybudowano, niemniej komunikacja tramwajowa zachowała się do lat 50. XX wieku.
Wraz z wprowadzeniem podatków drogowych w XIX wieku poprawiła się jakość dróg, budowa kanałów i kolei. Wybudowano m.in. kanał Bridgwater – Taunton, kanał Glastonbury i kanał Chard. Jednak ich użyteczność była dość krótka, obecnie niektóre, np. Bridgwater – Taunton służą celom rekreacyjnym. Ich znaczenie zostało zmarginalizowane głównie przez rodzącą się w tym wieku kolej. W hrabstwie wybudowano do roku 1925 pięć głównych linii obsługiwanych przez różne kompanie. Część z nich istnieje do dziś, a niektóre, np. linia Taunton – Minehead, służą do obsługi ruchu turystycznego jako koleje zabytkowe. Żadna z linii przebiegających przez hrabstwo nie jest zelektryfikowana.
Do lat 60. XX wieku nadmorskie rejony hrabstwa były obsługiwane przez parowce o napędzie kołowym, zapewniające połączenie z Cardiff jak też Ilfracombe i wyspą Lundy. Molo w Burnham-on-Sea wykorzystywane było głównie do celów towarowych – jako uzupełnienie linii kolejowej do hrabstwa Dorset i dalej do kanału La Manche.

## Gospodarka

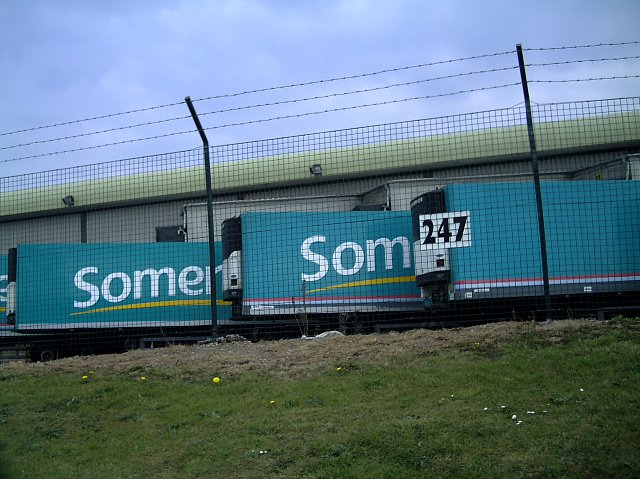
Baza dystrybucyjna Somerfielda w Bridgwater

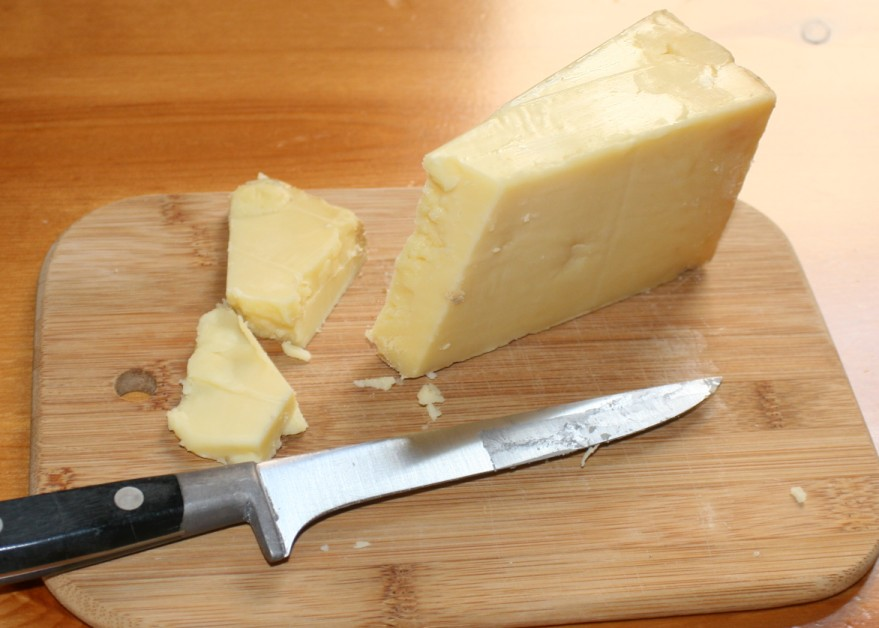
Ser Cheddar z Somersetu – dojrzały, ostry

Somerset ma niewiele centrów przemysłowych i ośrodków wysokiej technologii, co wraz z tradycyjnym w tym regionie rolnictwem i coraz bardziej nasilającą się turystyką skutkuje niskim bezrobociem – w granicach 2%. W czasach rewolucji przemysłowej na najważniejszy port południowego zachodu wyrósł Bridgwater, gdyż rzeka Parrett była żeglowna do tego miejsca dla dużych statków. Dalej towary płynęły do Langport i Taunton. W XIX wieku w Bridgwater rozwinęła się produkcja cegieł i dachówek z gliny, później celofanu, choć ten przemysł już upadł. Miasto jednak, korzystając z dobrej infrastruktury drogowej, rozwinęło bazę logistyczną – swoje magazyny zbudowały tu Argos i Somerfield. Innym ośrodkiem przemysłowym jest Yeovil z fabryką helikopterów AgustaWestland oraz systemów tlenowych dla lotnictwa, wiele miast rozwinęło przemysł drobny, np. w Crewkerne istnieje fabryka motocykli Ariel.

### Rolnictwo
Jednymi z najważniejszych działów gospodarki hrabstwa są rolnictwo i przemysł spożywczy, w których zatrudnienie znajduje ponad 15 000 osób. Region – mimo spadku produkcji – wciąż słynie z sadownictwa, a Somerset jest ważnym producentem cydru. Z Taunton i Shepton Mallet pochodzą popularne gatunki tego napoju: Thatcher Cider i Blackthorn Coder. Fabryka soków Gerber w Bridgwater jest największym w Wielkiej Brytanii producentem soków owocowych, wytwarzając 10 mln litrów soków tygodniowo. Równie istotna jest produkcja wyrobów mlecznych w firmach Kompania serowarska Ilchester i Yeo Valley Organic Farm produkująca popularne w Wielkiej Brytanii jogurty. W 2008 roku firma mleczarska- Robert Wiseman & Sons uruchomiła nową mleczarnie oraz nowe centrum dystrybucji przeniesione z Taunton

### Drobna wytwórczość
Tradycyjne źródło dochodów mieszkańców – uprawa wierzby, wikliniarstwo i tkactwo nie są już tak prężne, jednak dalej istnieją na równinie Somerset Levels; z jego historią i dniem dzisiejszym można zapoznać się w Willow and Wetlands Visitor Centre. Wikliniarstwo ma w regionie długą tradycję, fragmenty koszy wykopano koło Glastonbury, używano ich również przy budowie dróg przeprawowych przez mokradła. W latach 30. XX wieku uprawa wierzby zajmowała 36 km². Zastąpienie wiklinowych koszy plastikowymi i tekstylnymi torbami spowodowały zachwianie przemysłem w latach 50. Obecna powierzchnia upraw zajmuje ok. 1,4 km², głównie w okolicach Westonzoyland.
Niektóre miasta, np. Castle Cary i Frome silnie rozwinęły tkactwo, w Street wytwarzano wełniane pantofle i inne rodzaje obuwia. Przemysł ten upadł ze względu na tani import a Azji, zwłaszcza Chin. Hrabstwo jest również ośrodkiem przemysłu mineralnego i budownictwa. W kamieniołomach w okolicy Bath wydobywa się kamień budowlany; z niego właśnie powstała katedra w Wells. W ograniczonym zakresie kamień z Bath używany jest do dziś.

## Oświata i nauka
Szkolnictwo państwowe w Somersecie jest przedmiotem działania właściwych komórek oświatowych w radach Bath and North East Somerset. North Somerset i Somersetu. Wszystkie szkoły na poziomie podstawowym są ogólnokształcące i zapewniają naukę w wieku od czwartego do jedenastego roku życia, po czym absolwenci szkół przechodzą do szkół ponadpodstawowych. W West Somerset obowiązuje trójpoziomowy system nauczania, podczas gdy w pozostałych częściach hrabstwa dwupoziomowy.
| Procent uczniów z ocenami od bardzo dobrej do dostatecznej w roku 2006 (średnia dla Anglii 45,8%) | Procent uczniów z ocenami od bardzo dobrej do dostatecznej w roku 2006 (średnia dla Anglii 45,8%) |
| Education Authority                                                                               | %                                                                                                 |
| ------------------------------------------------------------------------------------------------- | ------------------------------------------------------------------------------------------------- |
| Bath and North East Somerset (Unitary Authority)                                                  | 52,0%                                                                                             |
| West Somerset                                                                                     | 51,0%                                                                                             |
| Taunton Deane                                                                                     | 49,5%                                                                                             |
| Mendip                                                                                            | 47,7%                                                                                             |
| North Somerset (Unitary Authority)                                                                | 47,4%                                                                                             |
| South Somerset                                                                                    | 42,3%                                                                                             |
| Sedgemoor                                                                                         | 41,4%                                                                                             |

W hrabstwie działa trzydzieści szkół średnich państwowych i 17 niezależnych, w Bath i North East Somerset odpowiednio 13 państwowych i pięć niezależnych a w północnym Somercecie – 10 szkół państwowych i dwie niezależne, nie licząc sześcioklasowych college.
Niektóre ze szkół ponadpodstawowych mają status szkół specjalistycznych. Korzenie niektórych z nich sięgają głęboko w przeszłość, jak np. The Blush School w Wells, Richard Huish College w Taunton czy Oldfield School w Bath. Inne zmieniały swoje nazwy. Wiele szkół powstało po II wojnie światowej. W roku 2006 egzaminy GCSE (porównywalne z polskimi pogimnazjalnymi) zdawało 5900 uczniów, z czego 44,4% zdało pięć przedmiotów na oceny bardzo dobrą, dobrą lub dostateczną, łącznie z językiem angielskim i matematyką – w porównaniu z wynikiem 45,8% dla całej Anglii. Istnieje również rozbudowane szkolnictwo prywatne dla młodzieży od 11 do 18 roku życia, np. King’s College w Taunton, która założona została w roku 1519 i otrzymała 30 lat później status szkoły królewskiej, nadany jej przez Edwarda VI. Największą koedukacyjną szkołą w hrabstwie i zarazem największą niezależną szkołą koedukacyjną w Anglii jest Milfield, kształcący 1260 uczniów, z czego 910 z zakwaterowaniem. Większość szkół ma charakter świecki, niektóre mają afiliację przy kościołach lub związkach wyznaniowych, jak np. Monkton Combe School, Prior Park College, które są afiliowane przy towarzystwie kwakrów, czy rzymskokatolicka szkoła prywatna Downside School w Stratton-on-the-Fosse bądź też Kingswood School metodystów założona w roku 1748 przez Johna Wesleya w Kingswood. Na terenie hrabstwa znajdują się dwa uniwersytety – Bath University oraz Bath Spa University, w których kształci się 5 500 studentów. Naukę można kontynuować na siedmiu college’ach: w Bridgwater, Taunton, Yeovil i Frome.

## Kultura

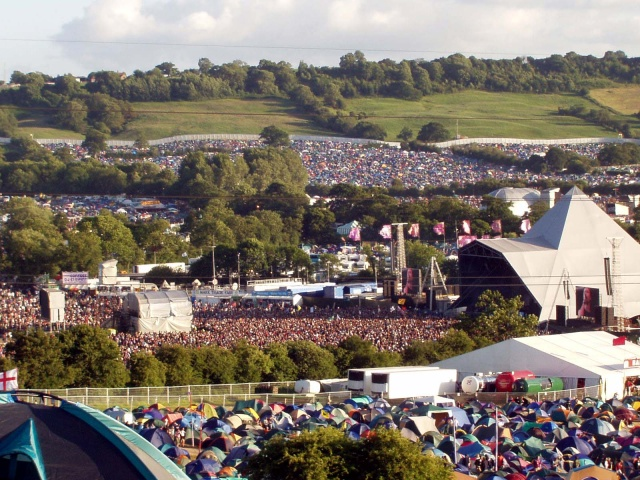
Glastonbury Festival 2003

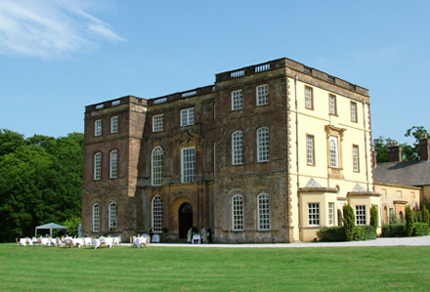
Halswell House, dwór z XVIII wieku, zabytek klasy II

Somerset ma tradycje w dziedzinie sztuki, literatury i muzyki. William Wordsworth i Samuel Taylor Coleridge tworzyli podczas pobytu w Nether Stowey, pisarz Evelyn Waugh swoje ostatnie lata w wiosce Combe Florey. Dla społeczności wiejskich ważna była tradycyjna muzyka ludowa i taniec. Pieśni z regionu zostały zebrane przez Cecila Sharpa i zintegrowane z takimi pracami jak np. Somerset rapsody. Obecnie tę tradycją kontynuują takie grupy jak The Wurzels, grając muzykę w stylu określanym żartobliwie jako Scrumpy and Western.
Corocznie w Pilton niedaleko Glastonbury odbywa się festiwal muzyki rockowej Glastonbury Festival, przyciągający ponad 170 000 miłośników muzyki i światowe gwiazdy show businessu. Corocznie na wzgórzach Mendip odbywa się wyrosły z tradycji imprezy w Glastonbury festiwal The Big Green Gathering. Bath corocznie organizuje Święto literatury, podobne imprezy odbywają się w innych częściach hrabstwa. Jesienią w Somersecie odbywają się festiwale regionalne, z największym Festiwalem świateł w Europie.
W Legendzie o Królu Arturze Avalon łączy się tradycyjnie ze wzgórzem Glastonbury Tor – mnisi opactwa Glastonbury utrzymują, że tam właśnie odkryto szkielet króla i jego żony. O wiele ważniejsze jest, że Glastonbury było w VIII wieku ważnym centrum religijnym – „najwyżej położony kościół chrześcijański świata” umieszczony w „tajemniczej krainie Avalonu”. Stwierdzenie to oparte jest legendarnej tradycji o założeniu świątyni mnichów z roku 63 n.e., rok po wizycie Józefa z Arymatei, który miał rzekomo przywieźć św. Graala. W średniowieczu ważnymi ośrodkami religijnymi był Woodspring Priory i opactwo Muchelney. Obecna diecezja Bath i Bristol pokrywa cały Somerset i niewielki wycinek Dorsetu. Biskupstwo Somersetu ma swą siedzibę w Bath. Katedra św. Andrzeja był przed reformacją świątynią rzymskokatolicką.
W hrabstwie znajduje się kilka muzeów: w Bath mieszczą się Muzeum Amerykańskie i Muzeum Budownictwa Bath, Museum Astronomiczne Hershela, centrum Jane Austen i Łaźnie Rzymskie. Inne miejsca dziedzictwa narodowego polecane turystom to m.in. stacja pomp w Claverton, młyn wodny w Dunster, muzeum helikopterów w Weston-super-Mare, muzeum hrabstwa w Taunton, muzeum wiejskie w Glastonbury i muzeum stacji pomp w Westonzoyland.
Na liście zabytków Somersetu znajduje się 11 500 budynków, 523 inne zabytki i 192 obszary uznane za zabytkowe, 41 parków i ogrodów, 36 miejsc z ogólnokrajowej listy dziedzictwa, jak np. Clevedon Court, Montacute House czy Stembridge Tower Mill – ostatni zachowany wiatrak w Anglii. Inne zabytkowe budynki pozostają w rękach prywatnych, np. Halswell House czy Marston Bigot.
Dziennikiem hrabstwa jest Western Daily Press. Inne dzienniki wychodzące w hrabstwie to Bath Chronicle, Chew Valley Gazette, Clevedon Mercury i Mendip Times. Na terytorium hrabstwa działają oprócz BBC rozgłośnie radiowe „Orchard FM” z Taunton, „Quay West” z Bridgwater, „Ivel FM” z Yeovil i „Apple AM” – szpitalne i społeczne radio z Taunton.

## Sport
Somerset nie jest zbyt licznie reprezentowany w sporcie. Klub krykieta z Taunton – Taunton Deane Cricket Club zalicza się do osiemnastu wiodących klubów w Anglii. W roku 2003 hrabstwo doczekało się pierwszego klubu piłkarskiego w lidze zawodowej za sprawą awansu klubu Yeovil Town FC. w Highbridge działa klub żużlowy Somerset Rebels – występuje w II klasie rozgrywek ligowych. Na terenie hrabstwa nie ma większych obiektów sportowych – największy stadion na 10 000 miejsc znajduje się w Bath. Stadion krykieta w Taunton może pomieścić 6000 widzów i nie jest dopuszczony do meczów testowych – najważniejszych w tym sporcie.

## Turystyka

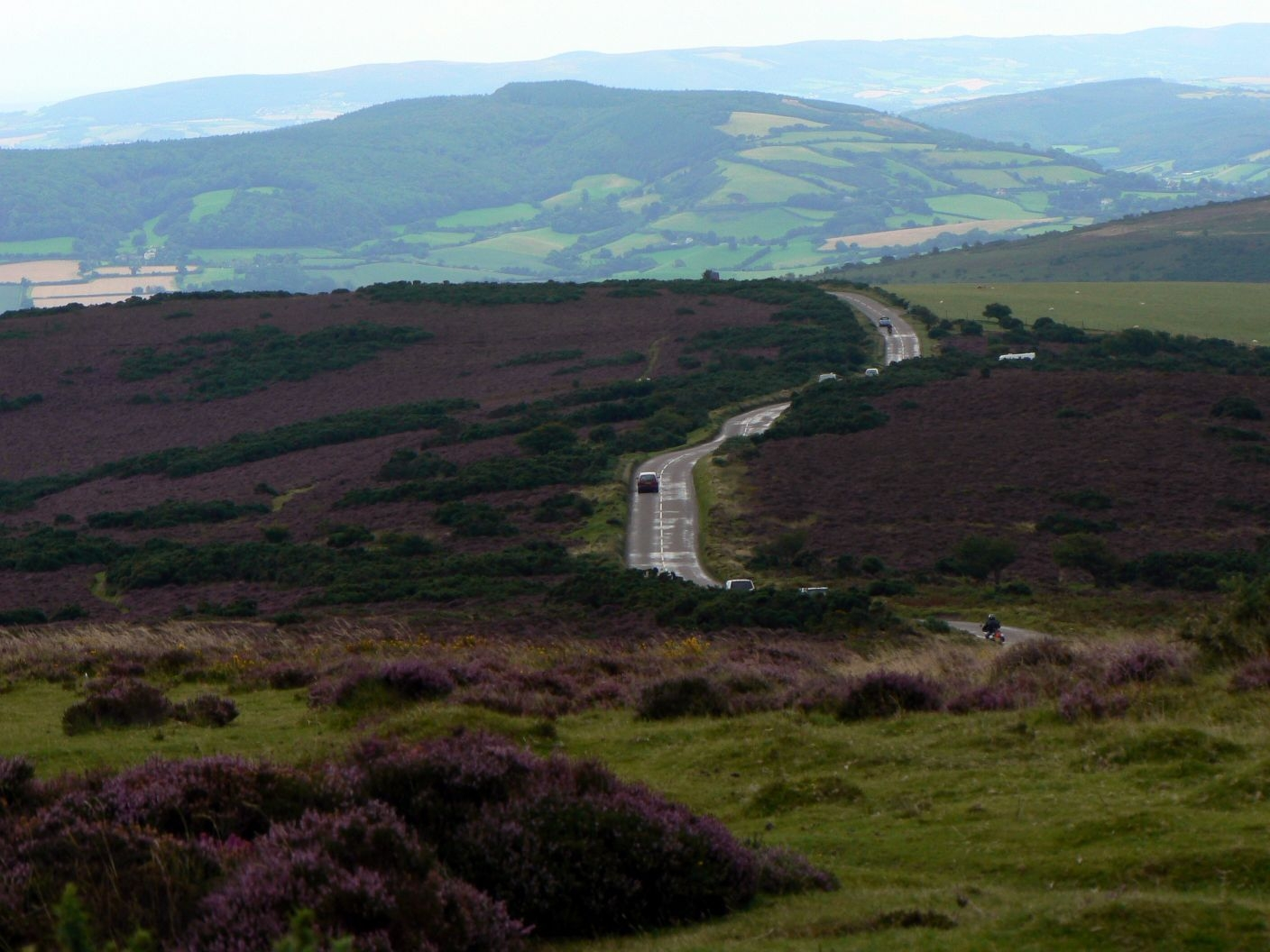
Droga A 39 na wrzosowiskach Exmoor

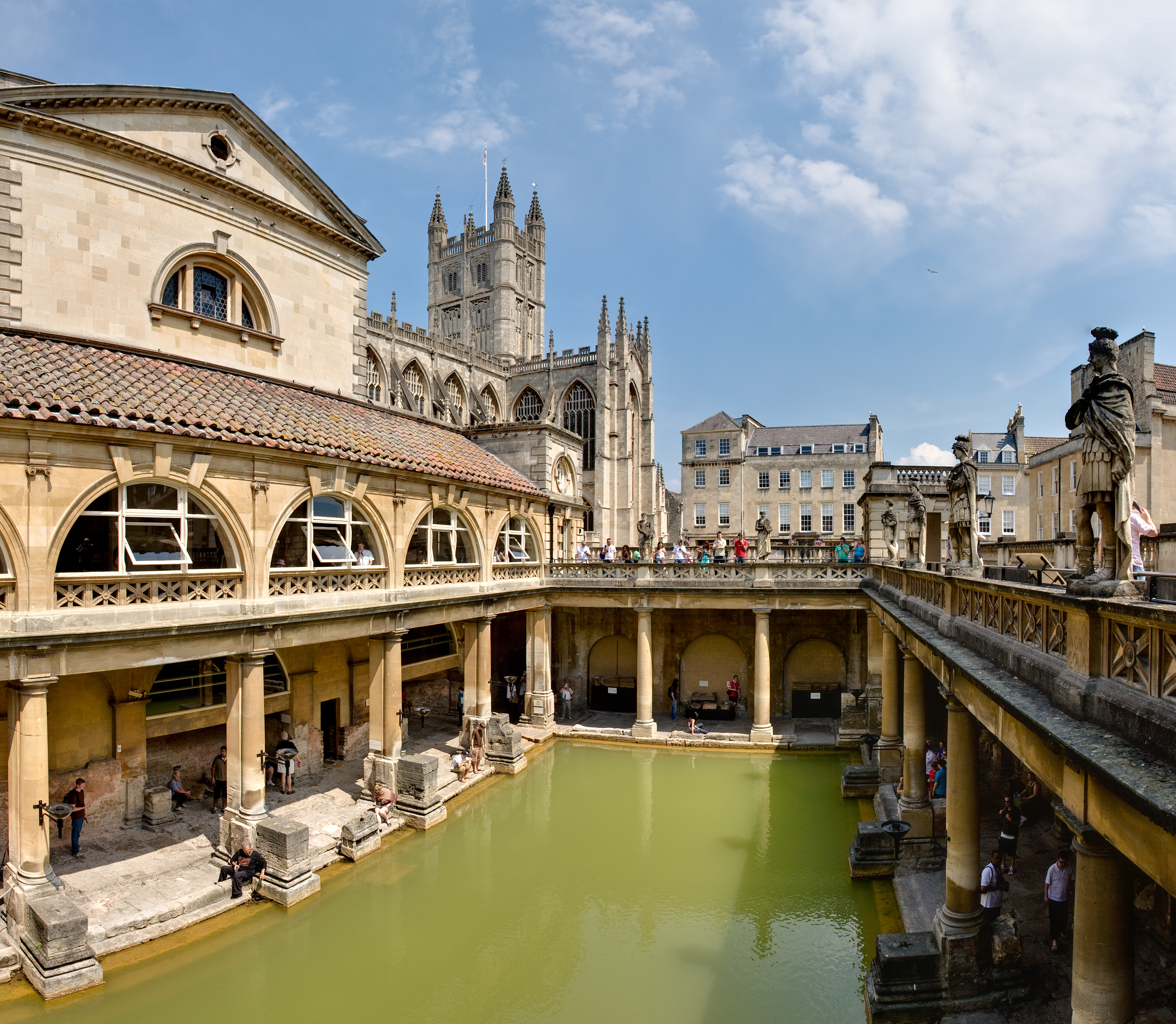
Rzymskie łaźnie w Bath

Coraz większe znaczenie odgrywa turystyka, dając w roku 2001 zatrudnienie 23 000 osób. Do głównych atrakcji zalicza się miasta nadbrzeżne, część Parku Narodowego Exmoor, Cheddar z wąwozem, jaskiniami i pokazami produkcji sera, Glastonbury Festival w Pilton. Charakterystyczną cechą Somersetu są karnawały, odbywające się z reguły w listopadzie, głównie dla uczczenia spisku prochowego. Obchody otwiera centralna uroczystość w Bridgwater, zawsze w pierwszy piątek listopada, a następnie karnawałowy korowód goszczą inne miasta okręgu Sedgemoor, m.in. North Petherton i Burnham-on-Sea. Przez hrabstwo przebiegają szlaki turystyczne, w tym krajowy szlak rowerowy nr 3 z Land’s End do Bristolu oraz South West Coast Path, który rozpoczyna się w Minehead i zmierza przez Kornwalię do Poole.
Hrabstwo posiada dobrze rozwiniętą bazę hotelową, zwłaszcza w ośrodkach powszechnego zainteresowania turystów: Bath, Glastonbury, Yeovil. Na terenie hrabstwa działa również sieć kempingów i pól namiotowych. Hrabstwo ma rozbudowaną sieć informacji turystycznych, działających głównie w miastach. Informacje o najbliższych imprezach, wydarzeniach i atrakcjach turystycznych dostępne są również na stacjach kolejowych i w supermarketach. Dobrze informuje o nich również lokalne radio i prasa. Szczyt turystyczny w Somersecie przypada na sierpień.

### Atrakcje turystyczne hrabstwa
- Łaźnie rzymskie w Bath
- katedry w Bath i Wells
- Wzgórze Glastonbury Tor
- Zamek Dunster
- Zjawiska krasowe w Wookey Hole i Cheddar
- Karnawał Guya Fawkesa w Bridgwater[143]
- Wrzosowiska Exmoor
- Zabytkowa kolej West Somerset Railway Taunton – Minehead[144]
- Wąwóz w Cheddar
- Wzgórza Mendip i Quantock
- Most Clifton Suspension Bridge
- Szlaki turystyczne South West Coast Path[145] i Coleridge Way[146]
- Festiwal muzyki rockowej Glastonbury Festival